# Sasha Knezevic
Sasha Knezevic, właśc. Saša Knežević (cyr. Саша Кнежевић; ur. 28 sierpnia 1981) – serbski model, redaktor naczelny „Magazynu 25”.

## Życiorys
Pracuje w Stanach Zjednoczonych, uczestniczył w kampaniach dla „Gap Close”, „Chelsea hotel”, „Jones New York”, „Gap”, „Man About Town” i „Perry Ellis”. Jego zdjęcia prezentowały magazyny: „Viva!”, „GQ” czy „Fashion Magazine”. Jego zdjęcia pojawiły się również na okładce rosyjskiego i niemieckiego „Vogue’a”.
Od 2010 jest redaktorem naczelnym kwartalnika o modzie „Magazyn 25”. W Polsce był gościem programów telewizyjnych: Dzień dobry TVN i Top Model. Zostań modelką.
W 2011 został twarzą marki DKNY.
W latach 2011–2017 był mężem polskiej modelki Anji Rubik. W 2023 ożenił się z Aną.

## Programy telewizyjne
- 2018: Top Model (TVN) – gościnnie w programie
- 2014: Project Runway (TVN) – gościnnie w programie
- 2010: Top Model. Zostań modelką (TVN) – gościnnie w programie[10].
- 2009: Dzień dobry TVN – gościnnie w programie

## Kampanie telewizyjne
- 2011–2012: kampania telewizyjna dla marki Apart[11][12]
- 2014: Project Runway – gościnnie w jury programu

## Agencje
- Ford  Stany Zjednoczone, Nowy Jork
- Mega Agency  Niemcy, Hamburg
- Select  Wielka Brytania, Londyn
- Success  Francja, Paryż
- Division  Polska, Warszawa